# Mihaly Meszaros
Mihaly Meszaros, detto Michu, (Budapest, 1º ottobre 1939 – Los Angeles, 13 giugno 2016), è stato un attore ungherese.

## Biografia
Affetto da nanismo (era alto 83 centimetri), era noto in particolare per aver interpretato l'alieno della sitcom ALF (lo interpretava all'interno del costume di scena solo nelle scene in cui ALF doveva camminare, correre, o stare in piedi). Meszaros è poi apparso in altri progetti televisivi e cinematografici. Nel 1980 la città di Hawthorne, California, chiamò la sua strada più breve "Michu Lane". La sua ultima apparizione è stata nel 1993 nel film Warlock - L'angelo dell'apocalisse di Anthony Hickox.

## Filmografia
- ALF - serie TV, 1 episodio (1986-1990)
- Big Top Pee-wee - La mia vita picchiatella (Big Top Pee-wee), regia di Randal Kleiser (1988)
- Waxwork - Benvenuti al museo delle cere (Waxwork), regia di Anthony Hickox (1988)
- Freaked - Sgorbi (Freaked), regia di Alex Winter e Tom Stern (1993)
- Warlock - L'angelo dell'apocalisse (Warlock: the Armageddon), regia di Anthony Hickox (1993)